# George Francis Atkinson
Pour les articles homonymes, voir Atkinson.
George Francis Atkinson est un botaniste américain, né le 26 janvier 1854 à Raisinville dans le Michigan et mort le 14 novembre 1918.

## Biographie
Il est le fils de Joseph Atkinson et de Josephine née Fish. Il étudie à l’Olivet College de 1878 à 1883 et obtient son Bachelor of Philosophy à l’université Cornell en 1885. Il est professeur-assistant d’entomologie et de zoologie de 1885 à 1886 puis professeur-associé de 1886 à 1888 à l’université de la Caroline du Nord.
Il est professeur de botanique et de zoologie à l’université de Caroline du Sud de 1888 à 1889 et est botaniste au sein de la Station expérimentale de l’université. De 1889 à 1892, il enseigne la biologie à l’Institut polytechnique de l’Alabama, de 1892 à 1893, il est professeur-assistant de cryptogamie à l’université Cornell, de 1893 à 1896, professeur associé, enfin, à partir de 1896, il y dirige le département de botanique. Il est le premier président de la Botanical Society of America de 1905 à 1907.

## Œuvres
- Elementary botany (H. Holt and company, New York, 1898 – réédition enrichie en 1905).
- Lessons in botany (H. Holt and company, New York, 1900).
- Studies of American Fungi. Mushrooms, edible, poisonous, etc. (Andrus & Church, Ithaca, 1900 – l’ouvrage commence à être réédité dès l’année suivante).
- First studies of plant life (Boston, Ginn & company, 1901 – réédité par Ginn & company à Londres, 1905).
- Botany for high schools (H. Holt and company, New York, 1910).
- Practice key and flora of the eastern northern and central states (H. Holt and company, New York, 1912).
- Il est également l’auteur d’environ 150 publications dans divers journaux scientifiques.